# Alico
Nella mitologia greca, Alico era il nome di uno degli eroi dell'antica Grecia, per la precisione della città di Megara.
I Dioscuri, Castore e Polluce, avevano una sorella, Elena, che fu rapita. Alico porse il suo aiuto ai fratelli ed insieme riuscirono a liberarla.
Durante uno scontro con Teseo, Alico ebbe la peggio e finì ucciso.